# Complexe de Jocaste
 (juillet 2019).
Le complexe de Jocaste est un concept de psychanalyse proposé par Raymond de Saussure en 1920 puis cité épisodiquement par d'autres auteurs, dont Marie-Christine Laznik en 2005.

## Définition
Le complexe de Jocaste désigne la pulsion amoureuse de la mère envers son fils. Le terme désigne le pendant du complexe d'Œdipe (Jocaste était la mère d'Œdipe). Cela va de l'amour maternel à la jalousie incestueuse de la mère envers sa fille ou son fils. Il s'agit de mettre en évidence le rôle actif de la mère dans le mécanisme de l'Œdipe. Ce rôle n'était pas pris en compte explicitement dans les premiers temps de la psychanalyse.